# Verlorene Form

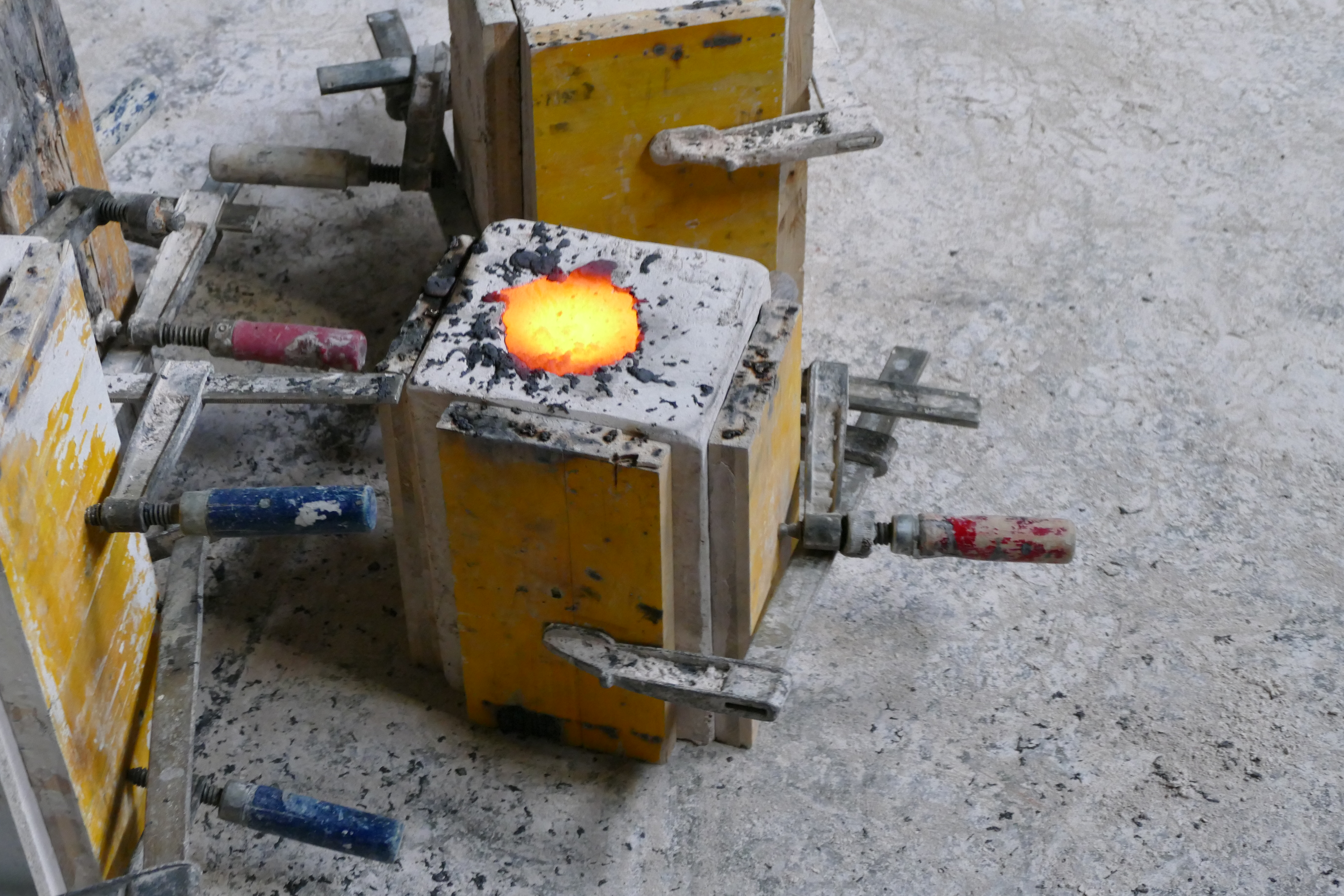
Form bei einem Bronzeguss während des Auskühlens der Bronze, also vor der Zerstörung der Form

Eine verlorene Form ist eine Gussform, die nur einmal verwendbar ist und nach dem Guss zerstört werden muss, um das Werkstück zu entformen. Sie dient der Herstellung einer einzigen Kopie von einer Skulptur, einem Relief, einem Werkstück und von Oberflächen. Sollen mehrere Kopien angefertigt werden, ist es bei der Arbeit mit verlorenen Formen erforderlich, auch die Form mehrmals zu bauen.
Gussverfahren mit verlorener Form werden bei ganz unterschiedlichen Guss- und Formmaterialien angewandt. Sie kommen unter anderem im Kunstguss, in der Zahntechnik und in der Metall- und Lebensmittelindustrie zum Einsatz.

## Einsatzgebiete
In der bildenden Kunst werden beispielsweise Abgüsse von Tonmodellen in Gips mit verlorener Form vorgenommen. Um eine Hohlform zu erhalten, wird das Tonmodell zunächst mit einer mehrteiligen Gipsform abgeformt. Die Teile der Gipsform werden nach der Abnahme vom Tonmodell wieder zusammengesetzt und auf der Außenseite mit Gipsbinden verstärkt. Die Innenseite wird mit einem Trennmittel behandelt, damit sie sich vom fertigen Abguss entfernen lässt.
Die so entstandene Negativform wird mit Gips aufgefüllt. Nach dem Aushärten werden die Formschalen abgeschlagen. Diese werden dabei zerstört und gehen verloren. Dieses Verfahren wird auch bei der Herstellung von Zahnersatz verwendet (siehe Einbettmasse). Eine andere bekannte Technik ist das Wachsausschmelzverfahren, das sich insbesondere für große Urformen eignet.
Ebenfalls mit verlorenen Formen arbeiten verschiedene Gussverfahren mit feinkörnigem oder puderartigem Formmaterial wie der Sandguss und das lebensmitteltechnische Stärkegussverfahren für Gummibonbons und andere Zuckerwaren.
Größere Glocken werden traditionell in verlorene Formen aus Lehm, Formsand oder Zement gegossen. Den Glockenguss im Lehmformverfahren hat Friedrich Schiller in seinem Lied von der Glocke gewürdigt, in dem er das Prinzip der verlorenen Form so auf den Punkt bringt: „Wenn die Glock’ soll auferstehen, / Muß die Form in Stücke gehen.“